# Raión de Sobor
Raión de Sobor (en ucraniano: Соборний район) es un raión o distrito urbano de Ucrania, en la ciudad de Dnipró. 
Comprende una superficie de 44 km².

## Demografía
Según estimación 2010 contaba con una población total de 169500 habitantes.